# Abdul Ruzibiza
Abdul Joshua Ruzibiza (28 de juny de 1970 – Oslo, 22 de setembre de 2010) era un antic membre del Front Patriòtic Ruandès que, alhora, va afirmar ser part d'un grup que va dur a terme l'assassinat del president de Ruanda Juvénal Habyarimana i del president de Burundi Cyprien Ntaryamira a l'abril de 1994, un esdeveniment que va marcar el començament del genocidi ruandès.

## Primers anys
Ruzibiza afirmava haver nascut tutsi a Gitagata, comuna de Kanzenze a Bugesera. Es va incorporar al Front Patriòtic Ruandès (RPF) el 1987 mentre estava a Burundi i va participar en l'atac de 1990 durant la Guerra Civil ruandesa.

## Exili
El 2001, va deixar Rwanda per "motius de seguretat" i el 2005 va publicar un llibre titulat Rwanda. L'histoire secrète. En el llibre Ruzibiza va acusar al FPR d'assassinats i abús massiu dels drets humans. El seu testimoniatge va ser posteriorment recolzat en informes elaborats per Jean-Louis Bruguière, el magistrat encarregat d'investigar les morts d'alguns francesos als assassinats presidencials. Ruzibiza va declarar que es va encarregar d'estudiar els llocs utilitzats per a l'atac amb míssils a l'avió presidencial. Ruzibiza va declarar després al Tribunal Penal Internacional per a Ruanda el 2006. En novembre de 2008, Ruzibiza es va retractar almenys de parts de la seva història, afirmant que el seu relat sobre l'assassinat a Rwanda. L'histoire secrète no era cert i que el llibre va ser escrit per diverses persones. Això va ser causat pel judici de Rose Kabuye, ajudant del president de Ruanda, Paul Kagame, a qui Ruzibiza va afirmar que mai l'havia nomenat còmplice. Ruzibiza va criticar Bruguière, afirmant: "Si està basant la seva investigació sobre mi, tinc el dret de dir que és un gran manipulador ... diu el que no he dit". En una altra ocasió al juny de 2010, Ruzibiza va explicar que la retracció "està vinculada a la meva seguretat personal i la d'altres testimonis", i va confirmar les seves primeres afirmacions sobre el FPR.

## Mort
Ruzibiza va morir als 40 anys. Va viure a Noruega i havia patit càncer durant algun temps.

## Obres
- Rwanda, l'histoire secrète, prefaci de Claudine Vidal i epíleg d'André Guichaoua, París, Éditions du Panama, 2005.